# Ciclo del Mondo del Fiume
Il ciclo del Mondo del Fiume è una serie di cinque romanzi e di alcuni racconti di fantascienza dello scrittore statunitense Philip José Farmer.
I cinque romanzi della serie sono, in ordine di pubblicazione (che segue anche l'ordine cronologico degli eventi nella trama):
- Il fiume della vita (To Your Scattered Bodies Go, 1971)
- Alle sorgenti del fiume (The Fabulous Riverboat, 1971)
- Il grande disegno (The Dark Design, 1977)
- Il labirinto magico (The Magic Labyrinth, 1980)
- Gli dei del Fiume (Gods of Riverworld, 1984)

Vi sono anche alcuni racconti brevi ambientati sul Mondo del Fiume. Il primo, intitolato Riverworld, apparve nell'antologia Il mondo di Philip José Farmer (Riverworld and Other Stories, 1979). Altri tre racconti ambientati sul Mondo del Fiume sono stati pubblicati nell'antologia Gli avventurieri di Riverworld (Crossing the Dark River, 1992; Up the Bright River, 1993; Coda, 1993). Un quarto, A Hole in the Hell, pubblicato nel 1992 con lo pseudonimo di Dane Helstrom, è inedito in italiano.

## Origini
La storia originale del Mondo del Fiume, intitolata Owe for the Flesh ("Sono in debito per la carne"), presentava un protagonista differente (Richard Black, non presente nel ciclo) e si concludeva con alcuni degli eventi finali narrati nel romanzo Il labirinto magico. Il romanzo (di circa 150.000 parole) fu presentato da Farmer a un concorso di narrativa fantascientifica tenuto nel 1953 dall'editrice Shasta Press, una sussidiaria della Pocket Books. La storia vinse il concorso, ma a causa del fallimento dell'editore Farmer non ricevette il premio e la sua opera non fu mai pubblicata e andò perduta; il danno subito dall'autore fu anche maggiore perché Farmer, incoraggiato dal premio, aveva abbandonato il lavoro per dedicarsi a tempo pieno all'attività di scrittore.
Nel 1983 fu ritrovata una versione rivista dei quel manoscritto e pubblicata con il titolo di River of Eternity (inedita in italiano).

## Ambientazione

### Il Mondo del Fiume
Il ciclo si svolge in un futuro non meglio determinato su un pianeta immaginario simile alla Terra, il Mondo del Fiume, creato o alterato artificialmente in modo da essere costituito da un'unica vallata in cui scorre un fiume enormemente lungo e profondo, che nasce dal polo nord del pianeta, lo percorre irregolarmente tutto fino all'altro polo, per poi ritornare all'origine lungo l'altro emisfero. La lunghezza del fiume è di ben 32 milioni di chilometri, per una profondità massima di più di due chilometri; le rive sono generalmente sabbiose e praticabili.
La vallata stessa è circondata da impenetrabili montagne, che confinano gli abitanti a vivere lungo le due sponde del fiume e sulle circostanti colline per una larghezza media di circa 15 chilometri, anche se esistono zone di larghezza maggiore in corrispondenza di laghi o isole. Le sole forme di vita animale sono pesci e vermi nel terreno, mentre la vegetazione è ricca e lussureggiante e ricopre tutta la vallata.
Il clima è controllato artificialmente, le stagioni sono completamente assenti ed i fenomeni meteorologici avvengono regolarmente ad intervalli definiti. Non vi sono lune in cielo, ma sono presenti un gran numero di oggetti stellari, fra cui nuvole di gas e stelle così vicine da poter essere percepite come dischi visibili, il che suggerirebbe che il pianeta si trovi in prossimità di un nucleo galattico.

### La resurrezione
Il ciclo inizia con la contemporanea risurrezione lungo le rive del fiume di tutta l'umanità, dai protouomini fino all'inizio del XXI secolo. Il numero di risuscitati indicato è di poco superiore ai 36 miliardi di persone (36.006.009.637), di cui una buona parte provenienti dal ventesimo secolo, a causa dell'andamento esponenziale nella crescita della popolazione. Esiste una data oltre la quale non ci sono più resuscitati a causa dell'estinzione della razza umana in seguito ad eventi collegati con il primo contatto con alieni, ma tale data non è ben fissata nel tempo.
Ciascun resuscitato si risveglia con le proprie memorie intatte in un corpo equivalente al proprio all'età di 25 anni, ma dal quale sono stati completamente eliminati i difetti genetici e alcuni danni acquisiti (ad esempio la dipendenza da droghe). I corpi sono inizialmente completamente glabri ma i capelli ed i peli pubici cominciano a crescere normalmente, con l'eccezione di barba e baffi. Gli uomini risorgono tutti circoncisi, le donne biologicamente vergini (ossia con un imene intatto). Non è possibile il concepimento.
I corpi non sembrano soggetti a malattie e non subiscono invecchiamento; sono peraltro in grado di recuperare qualsiasi danno non mortale, comprese le mutilazioni. In aggiunta a questa maggiore resistenza nel corpo è ottenuta anche un'effettiva immortalità, in quanto un soggetto il cui corpo è troppo danneggiato per sopravvivere subisce l'esperienza della morte ma il giorno dopo si trova risorto in un corpo nuovo, da qualche altra parte lungo le rive del fiume.
Tutti coloro che nella loro vita precedente sono morti prima del compimento dei 25 anni, si ritrovano in un corpo di età uguale a quella che avevano al momento della morte; crescono quindi sul Mondo del Fiume fino al raggiungimento dei 25 anni, quando l'invecchiamento si arresta. Nessun bambino di età inferiore ai cinque anni è risorto sul Mondo del Fiume.

### Igraal
I risorti si trovano con un contenitore legato al polso, chiamato comunemente graal e costituito da materiale indistruttibile. Un graal produce cibo, bevande, abbigliamento e talvolta beni voluttuari come bevande alcoliche, tabacco, marijuana e strumenti per la cura dei capelli. Per il loro funzionamento i graal devono essere collocati su grandi pietre del graal a forma di fungo che si trovano collocate ad intervalli regolari lungo entrambe le sponde del fiume. Tre volte al giorno (corrispondenti a colazione, pranzo e cena) una scarica elettrica di elevata potenza si distribuisce sui graal correttamente posizionati e li rifornisce di energia.
I graal sono indispensabili per la sopravvivenza e pertanto sono codificati in modo che solo il possessore possa aprirli; in caso di sua morte, il graal diventa inutilizzabile ed il proprietario, risorto altrove, si ritrova con un nuovo graal. Ciononostante, non è raro che qualcuno sia tenuto in schiavitù per sfruttare il contenuto del suo graal, dopo che sia stato aperto dal proprietario; ovviamente lo schiavo deve comunque essere alimentato a sufficienza per mantenerlo in vita.
Ci sono pochi graal non legati ad uno specifico proprietario, trovati collocati inizialmente sulle Pietre del Graal, probabilmente per mostrare ai neorisorti il funzionamento degli stessi. I graal liberi sono di gran valore perché, potendo essere aperti da chiunque, costituiscono una fonte addizionale di beni ad ogni ricarica.

### Risorse naturali e viaggi
Per quanto il clima sia perfettamente controllato ed i graal forniscano tutto l'occorrente, ogni ulteriore tentativo di manipolare l'ambiente circostante è frustrato dalla totale mancanza di metalli ed altri minerali. I soli materiali disponibili sono il legno, il bambù, le ossa dei pesci o umane. Piccole quantità di selce (soggette comunque ad esaurimento) sono un'altra sorgente di materiali per attrezzi. La tecnologia è quindi limitata ad un livello equivalente a quello del paleolitico, rendendo impossibile la scalata delle montagne che delimitano la vallata. I soli viaggi possibili, quindi, sono quelli lungo il fiume, seguendo la corrente o risalendola verso la sorgente.

### Lingua, cultura, religione
Dato che tutte le lingue parlate in tutti i tempi sono rappresentate, l'esperanto si diffonde come lingua comune, anche se resistono le lingue originali maggiormente diffuse, ed in particolari l'inglese ed il cinese.
La distribuzione geografica iniziale dei resuscitati tende a ricostituire gruppi omogenei per tempo e luogo, ma non senza una certa commistione e rilevanti eccezioni, in particolare fra gli umani del ventesimo secolo, che sembrano essere uniformemente distribuiti lungo il fiume. Dopo ciascuna morte, la resurrezione avviene in luoghi casuali. A causa della somma di questi fatti, il Mondo del Fiume si divide molto rapidamente in migliaia di piccole nazioni; imperi, monarchie, repubbliche ed ogni altro possibile sistema sociale, ciascuno lungo un percorso di pochi chilometri (per quanto densamente popolato: mediamente 90 persone per chilometro quadrato). Le caratteristiche delle nazioni cambiano molto rapidamente percorrendo distante anche brevi, e ciò rende estremamente avventurosi i viaggi.
Risvegliati dopo la morte glabri, nudi, su di un mondo alieno, senza nessuna spiegazione, gli esseri umani subiscono un trauma psicologico paralizzante. Abbandonati a loro stessi, tentano inizialmente di riconciliare le proprie credenza religiose con la nuova situazione, per giungere infine alla constatazione che la vita dopo la morte è molto diversa da come le religioni l'hanno descritta. A contribuire a questa disillusione c'è il fatto che i personaggi storici delle principali religioni sono risorti anch'essi, ed il loro comportamento (anche se narrato attraverso racconti indiretti) riduce ulteriormente l'aura di sacralità che li avvolgeva.
Prende quindi piede (per quanto limitatamente) una religione etica e pacifica, la Chiesa della seconda Possibilità, fondata da Jacques Gillot (1550? – 1619, che  fu un ecclesiastico e giurista francese molto noto ai suoi tempi per l'opposizione ai gesuiti), che spiega il Mondo del Fiume come un "processo di appello" per l'umanità, la cui fine non ha consentito il raggiungimento delle vette morali a cui poteva essere destinata.

## Personaggi
I personaggi della serie sono spesso personaggi storici realmente esistiti, ma anche personaggi completamente inventati dall'autore.
- Sir Richard Burton (1821-1890), il personaggio principale, un esploratore inglese, scrittore, poeta e famoso spadaccino, vissuto nel XIX secolo, scopritore del lago Tanganica e traduttore de Le mille e una notte. Entrò travestito alla Mecca e nella città proibita di Harar in Etiopia.
- Peter Jairus Frigate, un immaginario scrittore di fantascienza del XX secolo, che rappresenta l'alter ego di Farmer, di cui condivide le iniziali del nome.
- Alice Pleasance Liddell Hargreaves (1852-1934), la gentildonna inglese che ispirò a Lewis Carroll le storie di Alice nel Paese delle Meraviglie.
- Hermann Göring (1893-1946), politico e aviatore e della Germania nazista: fondatore e comandante della Luftwaffe, divenne infine Maresciallo del Reich, la massima carica dell'esercito. Interessato alla bella vita e all'arte, si è ipotizzata una sua tossicodipendenza dalla morfina, cui Farmer dà credito. Si tolse la vita prima dell'esecuzione della condanna a morte al Processo di Norimberga.
- Samuel Langhorne Clemens (1835–1910), l'umorista e scrittore statunitense noto con lo pseudonimo di Mark Twain. Divenuto cinico e pessimista negli ultimi anni di vita, questo è il modo con cui Farmer decide di rappresentarlo.
- Giovanni d'Inghilterra (1166–1216), fratello di Riccardo I d'Inghilterra Cuor di Leone; fece funzione di reggente durante sua la prigionia e suo successore al trono. È noto in particolare per aver concesso la Magna Charta e per gli scontri con il papato, cui dovette sottomettersi.
- Monat Graatut, un alieno proveniente da un pianeta di Arturo[1]; è uno dei visitatori della Terra responsabili della distruzione dell'umanità e resuscitato anch'egli sul Mondo del Fiume.

Sono presenti numerosi altri personaggi storici, dalla scrittrice Aphra Behn a Cyrano de Bergerac, dal pianista Tom Turpin al poeta Li Po, ai piloti Georges Guynemer, Werner Voss, William George Barker, dallo spadaccino Jean Baptiste Antoine Marcellin de Marbot al re vichingo Erik il Sanguinario, dallo scrittore Jack London all'attore Tom Mix, oltre ad una pletora di personaggi immaginari.

## Temi
La storia del ciclo si basa sulla fusione di temi diversi, ciascuno di notevole interesse, strettamente legati fra loro. 
- La ricerca delle ragioni dietro la creazione del Mondo del Fiume, che finisce con il diventare una ricerca delle ragioni e dello scopo della vita stessa.
- Le storie avventurose dei viaggi lungo il fiume e dei conflitti fra i personaggi e fra le diverse spedizioni di esplorazione.
- La possibilità di vedere personaggi storici più o meno noti alle prese con situazioni molto diverse da quelle che hanno vissuto sulla Terra; dal contrasto o dalla concordanza del personaggio storico con quello immaginario nascono molte delle situazioni di interesse.

## Trama

### Il fiume della vita
Lo scrittore e avventuriero Richard Francis Burton muore nel 1890, risvegliandosi dopo la morte in una camera sterminata fra miliardi di corpi fluttuanti nell'aria, che prendono a cadere assieme a lui. Si risveglia in una vallata attraversata da un fiume, nudo, assieme a tutto il resto dell'umanità.
Fa conoscenza con personaggi più o meno noti provenienti da tutte le epoche storiche: lo scrittore di fantascienza Peter Frigate, Alice Liddell, l'ispiratrice del romanzo Alice nel Paese delle Meraviglie, l'alieno Monat, il pre-umano Kazz. Qualche tempo dopo i primi tentativi di organizzare la propria esistenza nella nuova, sorprendente situazione, Burton si avventura con altri compagni in un'esplorazione fluviale verso le sorgenti del fiume. Ma vengono fatti prigionieri da Hermann Göring e da Servio Tullio dai quali fuggono solo dopo diverse peripezie, scoprendo che se muoiono vengono resuscitati in un altro punto sulle rive del fiume.
Scoperto il suo strano risveglio nella sala delle resurrezioni, a Burton viene data la caccia dagli Etici, gli esseri che hanno creato il Mondo del Fiume. Dalla parte di Burton un Etico rinnegato, l'agente X. Burton tenta di sfuggire suicidandosi 777 volte ma infine viene catturato, interrogato e sottoposto a cancellazione della memoria; l'agente X riesce comunque a farlo rimandare con la memoria intatta nella valle, per usarlo come proprio agente.

### Alle sorgenti del fiume
Samuel Clemens, lo scrittore noto come Mark Twain, vorrebbe costruire un enorme battello fluviale con il quale risalire il Fiume fino alle sorgenti, ma è impedito dalla cronica mancanza di minerali del Mondo del Fiume. L'agente X provoca la caduta di un meteorite contenente materiali ferrosi nella valle, consentendo così a Clemens di realizzare il suo progetto. Ma quando la nave è pronta gli viene sottratta da re Giovanni Senzaterra, che parte per il viaggio sognato da Clemens. Quest'ultimo gli giura vendetta.

### Il grande disegno
Clemens riesce a costruire un secondo battello, fra difficoltà e tentativi di sabotaggio; il Mondo del Fiume è sconvolto da una serie di guasti, tra cui l'interruzione delle resurrezioni. Nel frattempo Burton tenta di ricongiungersi all'equipaggio della prima nave, Un grosso dirigibile con a bordo Cyrano de Bergerac riesce a risalire il Fiume e raggiungere la grande torre che sovrasta il mare polare. Il sufi Piscator riesce ad entrare nella torre, ma non ne uscirà più. Il dirigibile verrà distrutto durante il viaggio di ritorno dall'agente X.

### Il labirinto magico
Le due navi si fronteggiano e si scontrano in un'epica battaglia. Ci saranno morti da entrambe le parti mentre i pochi superstiti, tra cui Burton, Alice, Frigate e Göring, riescono ad arrivare alla torre e penetrarvi. Qui scoprono la vera identità dell'agente X e riescono a riparare la macchina delle resurrezioni.

### Gli dei del fiume
I sopravvissuti del viaggio verso la torre degli Etici vivono ora al suo interno, sfruttando le sue ricchezze tecnologiche, resuscitando amici e conoscenti e vivendo come dèi. Ma un nemico nascosto è in agguato e riesce ad uccidere prima l'agente X, poi attacca gli altri tenendosi nell'ombra.

## Scopo del Mondo del fiume
Il motivo dell'esistenza del Mondo del fiume è inizialmente un completo mistero. 
Nei libri di Farmer ci sono una serie di figure storiche, tra cui sir Richard Burton, Alice Hargreaves, Samuel Clemens, Re Giovanni d'Inghilterra, Tom Mix, Mozart, Jack London, Lothar von Richthofen e Hermann Göring - che interagiscono con altri personaggi di fantasia nella ricerca dello scopo dietro alla creazione del Mondo del fiume e della loro reincarnazione. 
Un altro personaggio, Peter Jairus Frigate, ha una sorprendente somiglianza con lo stesso Farmer e condivide le sue iniziali. 
Ci sono due versioni del personaggio, uno che appare all'inizio della serie e un altro, che si rivela la versione "reale", che scopre che il primo era suo fratello che è morto appena nato, risorto e usato come spia dai creatori del Mondo del fiume.
Durante il corso della storia si scopre che il Mondo del fiume è stato creato come una forma di prova morale per l'umanità.
Nell'universo del Mondo del fiume la conoscenza non è un fenomeno naturale ma è il risultato di un tipo di anima creata artificialmente, nota come wathan. 
I Wathan vengono creati da un generatore, una tecnologia sviluppata e diffusa tra vari mondi da un'antica razza aliena sconosciuta. I generatori di wathan creano wathan che si attaccano agli esseri viventi sufficientemente avanzati.
I wathan sono indistruttibili, ma staccati dal corpo dopo la morte fisica vagano senza meta per l'universo e apparentemente senza pensare.